# Corybas ponapensis
Corybas ponapensis là một loài thực vật có hoa trong họ Lan. Loài này được (Hosok. & Fukuy.) Hosok. & Fukuy. mô tả khoa học đầu tiên năm 1937.